# Abdinghof

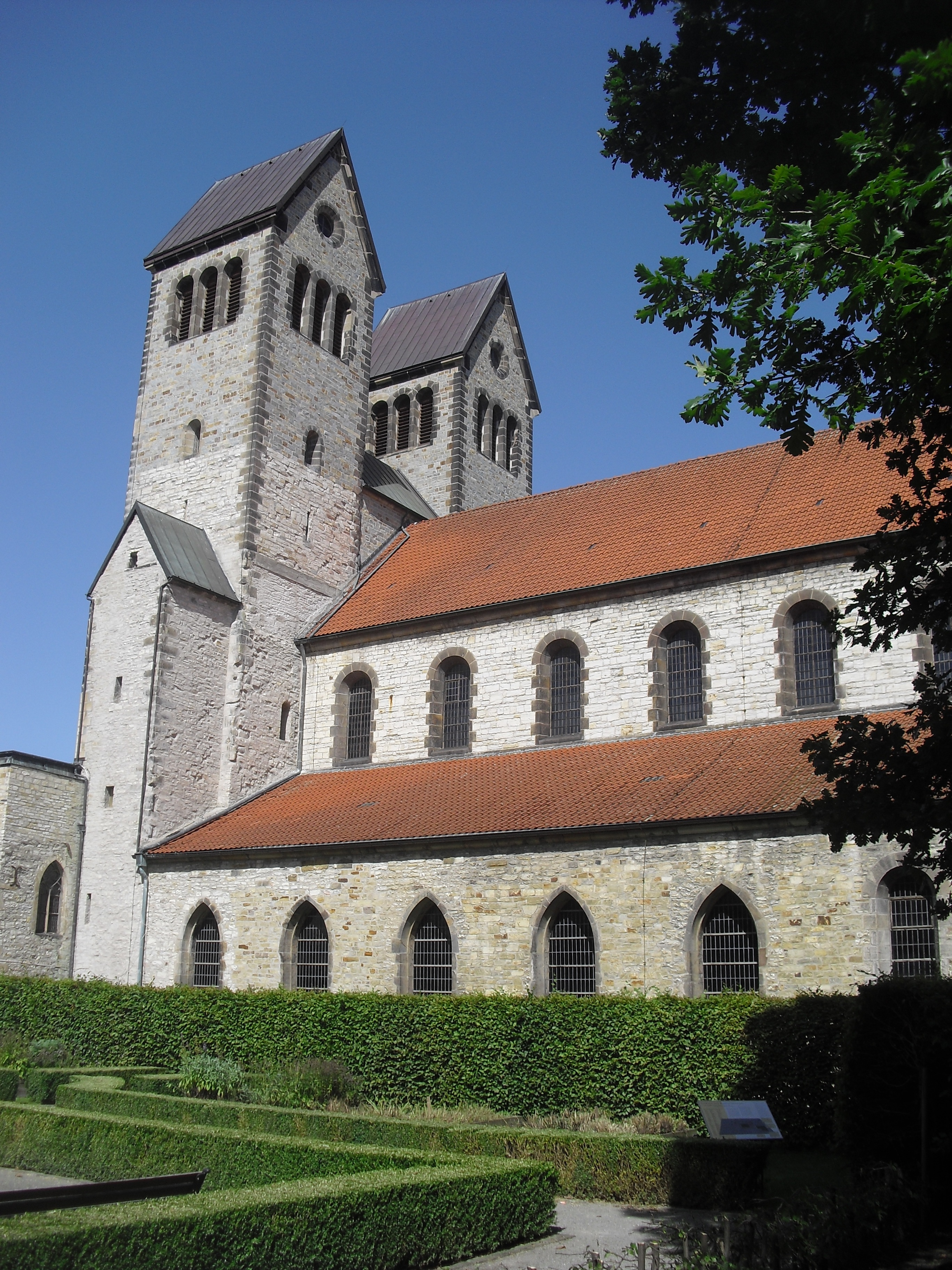
Het Abdinghofklooster

Het Abdinghofklooster Petrus en Paulus is een voormalige abdij van benedictijnen in het Duitse Paderborn. Het klooster werd in 1015 opgericht door de in het Nederlandse Renkum geboren bisschop Meinwerk van Paderborn. Meinwerk zou als bisschop van Paderborn later heilig worden verklaard.
Sinds de stichting werd het klooster geleid door in totaal 51 abten. Het klooster werd van culturele betekenis door zijn bibliotheek, de werkplaats voor boekschilders en boekbinders en de belangrijke kerkschatten. Daarnaast was het klooster lange tijd grondeigenaar in het gebied van de Wezer tot de Nederrijn in Nederland. In de 21e eeuw is de kerk de evangelisch-lutherse parochiekerk van Paderborn.
Al voor het jaar 1000 stond er een eerder gebouw op de plek waar het Abdinghofklooster werd gesticht. Een grote brand in het jaar 1000 verwoestte niet alleen de kathedraal van Paderborn, maar ook het bijbehorende klooster met het bisdomarchief. Daardoor zijn slechts enkele documenten over de oudste geschiedenis van de stad en het bisdom Paderborn bewaard gebleven.
In 1009 benoemde Hendrik II zijn vriend Meinwerk tot de nieuwe bisschop van Paderborn. Hij werd beschouwd als de tweede stichter van het bisdom. Hij liet de nieuwe kathedraal bouwen, begonnen door zijn voorganger, dat hij in 1015 inhuldigde.
In 1016 legde hij de basis van het Abdinghofklooster. Tot 1031 werd het Abdinghofcomplex gebouwd als benedictijner klooster met een abdijkerk, waarvan de bouw in 1021 begon. Op 2 januari 1023 wijdde Meinwerk de crypte "de martelaar Stephanus" in en in 1031 de Abdinghofkerk. Na zijn dood op 5 juni 1036 werd Meinwerk volgens zijn wensen begraven in de crypte van de Abdinghofkerk. Zijn sarcofaag staat sinds 1958 in de Busdorfkerk in Paderborn. In 2009 werd de stenen kist getoond in het Diocesaan Museum. Het maakte deel uit van een tentoonstellingseenheid gewijd aan de dood en begrafenis van de bisschop.